# Alianza Popular Libertadora
De Alianza Popular Libertadora (Nederlands: Volksvrijheid Alliantie, APL) was een Chileense verkiezingsalliantie (en later politieke partij) die voorafgaande aan de presidentsverkiezingen van 1938 werd gevormd om de kandidatuur van generaal Carlos Ibáñez del Campo te ondersteunen.
De APL bestond uit twee kleinere populistische en rechts-nationalistische partijen:
- Unión Socialista (Socialistische Unie)
- Movimiento Nacional Socialista de Chile (Nationaalsocialistische Beweging van Chili)

Daarnaast participeerden enkele onafhankelijke en partijloze figuren binnen de APL.
Bij de presidentsverkiezingen eindigde Ibáñez als derde met maar 0,03% van de stemmen. Dit had deels te maken met de betrokkenheid van enkele leden van de fascistische Moviemiento Nacional Socialista de Chile bij een mislukte couppoging enkele weken voor de verkiezingen.
Na de desastreus verlopen presidentsverkiezingen werd de APL in 1939 omgevormd tot een politieke partij. Een groep fascisten die behoorden tot de MNS weigerden echter mee te gaan in deze plannen en vormden de Vanguardia Popular Socialista (Volkssocialistische Voorhoede). Het leeuwendeel van de APL als politieke partij werd dus gevormd door de Unión Socialista.
Bij de presidentsverkiezingen van 1942 schaarde naast de APL ook de Partido Conservador (Conservatieve Partij) en het grootste deel van de Partido Liberal zich achter de Ibáñez die dat jaar wederom een gooi naar de macht deed. Doordat de burgerlijke partijen zich volledig achter de kandidatuur van Ibáñez schaarden hoopten zij de kandidaat van de linkse Alianza Democrática, Juan Antonio Ríos te verslaan. Deze opzet mislukte en Ríos werd gekozen tot de nieuwe president van het land met 56% van de stemmen. Ibáñez deed het echter veel beter dan bij de verkiezingen van 1938 en verkreeg ruim 44% van de stemmen.
De pogingen van de APL om een brede populistische volkspartij te maken die de klassieke centrumrechtse partijen zou vervangen, mislukten en in 1945 fuseerde de APL met de Partido Agrario tot de Partido Agrario Laboristo (Agrarische Arbeiderspartij).

## Zetels
| Kamer van Afgevaardigden | Kamer van Afgevaardigden | Kamer van Afgevaardigden |
| Jaar                     | Zetels                   | %                        |
| ------------------------ | ------------------------ | ------------------------ |
| 1941                     | 1/147                    | 0,97                     |
| 1945                     | 1/147                    | 4,05                     |

| Senaat | Senaat | Senaat |
| Jaar   | Zetels | %      |
| ------ | ------ | ------ |
| 1941   | 0/45   | 0,33   |
| 1945   | —      | —      |